# CI Тельца
CI Тельца (лат. CI Tauri) — переменная звезда типа T Тельца в созвездии Тельца. Находится на расстоянии около 456 световых лет от Солнца. У звезды обнаружены протопланетный диск и четыре кандидата в планеты.

## Характеристики
CI Тельца представляет собой переменную звезду, не вступившую на главную последовательность. На небесном своде её можно наблюдать в центральной части созвездия Тельца, справа от звезды τ Тельца. По астрономическим меркам она молодая — её возраст оценивается приблизительно в 2 миллиона лет. Масса звезды составляет около 75 % массы Солнца. Светимость CI Тельца равна около 1,3 солнечной. У звезды обнаружен околозвёздный протопланетный диск, масса которого оценивается разными авторами от 18,7 до 71,3 масс Юпитера. Его внутренний радиус лежит в пределах 0,12 а.е. от звезды.

## Планетная система
В 2016 году было объявлено об открытии возможной планеты CI Тельца b в системе. Она представляет собой горячий газовый гигант с массой, превышающий массу Юпитера в 12 с лишним раз. Планета обращается очень близко к звезде, находясь в просвете между звездой и протопланетным диском. Полный оборот вокруг родного светила она совершает за девять суток. Открытие планеты было совершено методом доплеровской спектроскопии.
Благодаря данным, полученным обсерваторией ALMA, в протопланетном диске были обнаружены три кольца с пониженной плотностью пыли. Это указывает на возможное существование ещё трёх планет-гигантов. Примечательно, что ранее открытая планета CI Тельца b (горячий Юпитер) обращается очень близко к звезде, тогда как остальные три расположены на далёких орбитах — дальше, чем орбита Нептуна в Солнечной системе. Внешние планеты имеют массу, сравнимую с массой Сатурна. Более близкая к звезде планета превосходит по массе Юпитер в 10 раз. Две «внешние» планеты по массе сопоставимы с Сатурном.